# Ледесма, Клара
Клара Ледесма-Террасас (исп. Clara Ledesma Terrazas; 5 марта 1924, Сантьяго-де-лос-Трейнта-Кабальерос, Доминиканская Республика — 25 мая 1999, Нью-Йорк, США) — доминиканская художница, писавшая картины в стилях экспрессионизма, сюрреализма и абстракционизма.

## Биография
Родилась в Сантьяго-де-лос-Трейнта-Кабальерос 5 марта 1924 года. Основам живописи обучалась в мастерской Йоруи Мореля в родном городе. Продолжила образование в Национальной школе изобразительных искусств в Санто-Доминго. Стала первой женщиной, поступившей в это учебное заведение, которое окончила в 1948 году. Училась у Хосепа Гаусачи, Селесте Вос-и-Хиля и Георга Хаусдорфа. Сокурсниками Ледесмы были Хильберто Эрнандес-Ортега и Элихио Пичардо. По окончании образования была принята на место преподавателя рисунка в альма-матер.
В 1949 году состоялась первая персональная выставка художницы. В 1951 году она открыла собственную студию и галерею, где демонстрировала свои работы, вместе с картинами других художников. Заработав на продаже своих картин на персональной выставке в 1952 году, Ледесма отправилась в Европу, где продолжила образование. Она изучала живопись в Барселоне и Мадриде и выставляла свои картины в галереях в Испании. Художница также побывала в Лиссабоне и Париже. Целью поездок в эти города было посещение музеев. На Ледесму большое влияние оказали полотна Марка Шагала, Жоана Миро и Пауля Клее. Во время пребывания в Европе она познакомилась с боливийским художником Вальтером Террасасом, с которым вернулась в Санто-Доминго в 1954 году.
На родине Ледесма тесно сотрудничала с другими доминиканскими художниками. Её друзьями были Хосепа Гаусача, Хильберто Эрнандес-Ортега и Хайме Кольсон. В 1955 году она была назначена вице-директором Национальной школы изобразительных искусств в Санто-Доминго.
В 1961 году Ледесма вместе с семьёй переехала в Нью-Йорк, где она открыла ещё одну свою галерею. Она жила и работала в Нью-Йорке до самой смерти 25 мая 1999 года.